# Гизела Швабская
Гизела Швабская (нем. Gisela von Schwaben; 11 ноября 990 — 16 февраля 1043) — королева Германии и императрица Священной Римской империи, дочь герцога Швабии Германа II и Герберги Бургундской, дочери короля Бургундии Конрада I Тихого.

## Биография

### Происхождение
Одной из проблем, связанных с Гизелой, является год её рождения. В Шпайере был найден саркофаг Гизелы, на котором располагалась свинцовая доска. На этой доске было указано, что Гизела родилась 11 ноября 999 года. Однако эти сведения противоречат известиям о трёх браках Гизелы, от каждого из которых она имела детей. Её второй муж умер в 1015 году, от него она имела как минимум двоих детей, также она имела детей от первого брака, причем один из них должен был родится около 1003/1005 года. Поэтому историки сомневаются в том, что Гизела могла родиться в 999 год, сейчас они в основном сходятся на том, что дата рождения на саркофаге ошибочна и правильный год рождения — 990 или, по другой версии, 989. При этом исследования волос Гизелы показали, что в момент смерти она ещё не достигла менопаузы, что указывает на возраст от 45 до 55 лет, что даёт самый ранний год рождения 988.
Гизела происходила из знатного рода Конрадинов, кроме того и по отцовской, и по материнской линии в ней текла кровь Каролингов, а также Людольфингов, императоров Священной Римской империи. Детство она провела в Верле в Вестфалии, но о её молодых годах неизвестно.

### Первые два брака
О первых браках Гизелы известно из «Саксонского анналиста», который в статье под 1026 годом называет её мужьями герцога Швабии Эрнста и графа Брауншвейга Бруно. Однако там перепутана последовательность браков. Первым мужем Гизелы был граф Бруно. В настоящее время считается, что брак был заключен в период между 1003 и 1005 годами. Дату эту высчитывают исходя из того, что их сын Людольф, наследовавший отцу, в момент смерти в 1038 году имел двух взрослых сыновей и вступил в брак около 1019 года. Также современные исследователи считают, что от этого брака родилось как минимум одна или две дочери.
Бруно был убит своим врагом Мило, графом Амменслебена. Точная дата его смерти неизвестна, но исходя из предполагаемой даты второго брака предполагают, что это произошло около 1010/1011 года. Вскоре Гизела была выдана замуж второй раз, её мужем стал Эрнст, происходивший из рода Бабенбергов. Благодаря этому браку Эрнст после смерти герцога Германа III унаследовал Швабию. Однако Эрнст умер уже в 1015 году, оставив двух малолетних детей.

### Третий брак
Овдовев, Гизела вскоре вышла замуж в третий раз — за Конрада Вормсского, внука герцога Каринтии Оттона I Вормсского в январе 1017 года. Брак вызвал много споров: Гизела и Конрад были потомками короля Генриха I Птицелова, родственниками в 8 колене, и их брак считался неканоническим.
|                                                                                      |                                                                                      |                                                                                      |                                                                                      | Генрих I Птицелов король Восточно- Франкского королевства                            |                                                                                      |  |  |                                                                           |                                                                           |                                                                           |                                                                           |                                                                           |                                                                           |  |  |                                                          |                                                          |                                                          |                                                          |                                                          |                                                          |  |  |  |  |  |  |  |  |  |  |  |  |  |  |  |  |  |  |
|                                                                                      |                                                                                      |                                                                                      |                                                                                      |                                                                                      |                                                                                      |  |  |                                                                           |                                                                           |                                                                           |                                                                           |                                                                           |                                                                           |  |  |                                                          |                                                          |                                                          |                                                          |                                                          |                                                          |  |  |  |  |  |  |  |  |  |  |  |  |  |  |  |  |  |  |
|                                                                                      |                                                                                      |                                                                                      |                                                                                      |                                                                                      |                                                                                      |  |  |                                                                           |                                                                           |                                                                           |                                                                           |                                                                           |                                                                           |  |  |                                                          |                                                          |                                                          |                                                          |                                                          |                                                          |  |  |  |  |  |  |  |  |  |  |  |  |  |  |  |  |  |  |
| Герберга Саксонская муж: Людовик IV Заморский король Западно- Франкского королевства | Герберга Саксонская муж: Людовик IV Заморский король Западно- Франкского королевства | Герберга Саксонская муж: Людовик IV Заморский король Западно- Франкского королевства | Герберга Саксонская муж: Людовик IV Заморский король Западно- Франкского королевства | Герберга Саксонская муж: Людовик IV Заморский король Западно- Франкского королевства | Герберга Саксонская муж: Людовик IV Заморский король Западно- Франкского королевства |  |  | Оттон I Великий император Священной Римской империи жена: Эдит Английская | Оттон I Великий император Священной Римской империи жена: Эдит Английская | Оттон I Великий император Священной Римской империи жена: Эдит Английская | Оттон I Великий император Священной Римской империи жена: Эдит Английская | Оттон I Великий император Священной Римской империи жена: Эдит Английская | Оттон I Великий император Священной Римской империи жена: Эдит Английская |  |  |                                                          |                                                          |                                                          |                                                          |                                                          |                                                          |  |  |  |  |  |  |  |  |  |  |  |  |  |  |  |  |  |  |
| Герберга Саксонская муж: Людовик IV Заморский король Западно- Франкского королевства | Герберга Саксонская муж: Людовик IV Заморский король Западно- Франкского королевства | Герберга Саксонская муж: Людовик IV Заморский король Западно- Франкского королевства | Герберга Саксонская муж: Людовик IV Заморский король Западно- Франкского королевства | Герберга Саксонская муж: Людовик IV Заморский король Западно- Франкского королевства | Герберга Саксонская муж: Людовик IV Заморский король Западно- Франкского королевства |  |  | Оттон I Великий император Священной Римской империи жена: Эдит Английская | Оттон I Великий император Священной Римской империи жена: Эдит Английская | Оттон I Великий император Священной Римской империи жена: Эдит Английская | Оттон I Великий император Священной Римской империи жена: Эдит Английская | Оттон I Великий император Священной Римской империи жена: Эдит Английская | Оттон I Великий император Священной Римской империи жена: Эдит Английская |  |  |                                                          |                                                          |                                                          |                                                          |                                                          |                                                          |  |  |  |  |  |  |  |  |  |  |  |  |  |  |  |  |  |  |
|                                                                                      |                                                                                      |                                                                                      |                                                                                      |                                                                                      |                                                                                      |  |  |                                                                           |                                                                           |                                                                           |                                                                           |                                                                           |                                                                           |  |  |                                                          |                                                          |                                                          |                                                          |                                                          |                                                          |  |  |  |  |  |  |  |  |  |  |  |  |  |  |  |  |  |  |
| Матильда Французская муж: Конрад I Тихий король Бургундии                            | Матильда Французская муж: Конрад I Тихий король Бургундии                            | Матильда Французская муж: Конрад I Тихий король Бургундии                            | Матильда Французская муж: Конрад I Тихий король Бургундии                            | Матильда Французская муж: Конрад I Тихий король Бургундии                            | Матильда Французская муж: Конрад I Тихий король Бургундии                            |  |  | Людольф герцог Швабии жена: Ида Швабская                                  | Людольф герцог Швабии жена: Ида Швабская                                  | Людольф герцог Швабии жена: Ида Швабская                                  | Людольф герцог Швабии жена: Ида Швабская                                  | Людольф герцог Швабии жена: Ида Швабская                                  | Людольф герцог Швабии жена: Ида Швабская                                  |  |  | Лиутгарда Саксонская муж: Конрад Рыжий герцог Лотарингии | Лиутгарда Саксонская муж: Конрад Рыжий герцог Лотарингии | Лиутгарда Саксонская муж: Конрад Рыжий герцог Лотарингии | Лиутгарда Саксонская муж: Конрад Рыжий герцог Лотарингии | Лиутгарда Саксонская муж: Конрад Рыжий герцог Лотарингии | Лиутгарда Саксонская муж: Конрад Рыжий герцог Лотарингии |  |  |  |  |  |  |  |  |  |  |  |  |  |  |  |  |  |  |
| Матильда Французская муж: Конрад I Тихий король Бургундии                            | Матильда Французская муж: Конрад I Тихий король Бургундии                            | Матильда Французская муж: Конрад I Тихий король Бургундии                            | Матильда Французская муж: Конрад I Тихий король Бургундии                            | Матильда Французская муж: Конрад I Тихий король Бургундии                            | Матильда Французская муж: Конрад I Тихий король Бургундии                            |  |  | Людольф герцог Швабии жена: Ида Швабская                                  | Людольф герцог Швабии жена: Ида Швабская                                  | Людольф герцог Швабии жена: Ида Швабская                                  | Людольф герцог Швабии жена: Ида Швабская                                  | Людольф герцог Швабии жена: Ида Швабская                                  | Людольф герцог Швабии жена: Ида Швабская                                  |  |  | Лиутгарда Саксонская муж: Конрад Рыжий герцог Лотарингии | Лиутгарда Саксонская муж: Конрад Рыжий герцог Лотарингии | Лиутгарда Саксонская муж: Конрад Рыжий герцог Лотарингии | Лиутгарда Саксонская муж: Конрад Рыжий герцог Лотарингии | Лиутгарда Саксонская муж: Конрад Рыжий герцог Лотарингии | Лиутгарда Саксонская муж: Конрад Рыжий герцог Лотарингии |  |  |  |  |  |  |  |  |  |  |  |  |  |  |  |  |  |  |
|                                                                                      |                                                                                      |                                                                                      |                                                                                      |                                                                                      |                                                                                      |  |  | Рихлинд Саксонская Конрад I герцог Швабии                                 | Рихлинд Саксонская Конрад I герцог Швабии                                 | Рихлинд Саксонская Конрад I герцог Швабии                                 | Рихлинд Саксонская Конрад I герцог Швабии                                 | Рихлинд Саксонская Конрад I герцог Швабии                                 | Рихлинд Саксонская Конрад I герцог Швабии                                 |  |  | Оттон I Вормсский герцог Каринтии жена: Юдит Баварская   | Оттон I Вормсский герцог Каринтии жена: Юдит Баварская   | Оттон I Вормсский герцог Каринтии жена: Юдит Баварская   | Оттон I Вормсский герцог Каринтии жена: Юдит Баварская   | Оттон I Вормсский герцог Каринтии жена: Юдит Баварская   | Оттон I Вормсский герцог Каринтии жена: Юдит Баварская   |  |  |  |  |  |  |  |  |  |  |  |  |  |  |  |  |  |  |
|                                                                                      |                                                                                      |                                                                                      |                                                                                      |                                                                                      |                                                                                      |  |  | Рихлинд Саксонская Конрад I герцог Швабии                                 | Рихлинд Саксонская Конрад I герцог Швабии                                 | Рихлинд Саксонская Конрад I герцог Швабии                                 | Рихлинд Саксонская Конрад I герцог Швабии                                 | Рихлинд Саксонская Конрад I герцог Швабии                                 | Рихлинд Саксонская Конрад I герцог Швабии                                 |  |  | Оттон I Вормсский герцог Каринтии жена: Юдит Баварская   | Оттон I Вормсский герцог Каринтии жена: Юдит Баварская   | Оттон I Вормсский герцог Каринтии жена: Юдит Баварская   | Оттон I Вормсский герцог Каринтии жена: Юдит Баварская   | Оттон I Вормсский герцог Каринтии жена: Юдит Баварская   | Оттон I Вормсский герцог Каринтии жена: Юдит Баварская   |  |  |  |  |  |  |  |  |  |  |  |  |  |  |  |  |  |  |
| Герберга Бургундская                                                                 | Герберга Бургундская                                                                 | Герберга Бургундская                                                                 | Герберга Бургундская                                                                 | Герберга Бургундская                                                                 | Герберга Бургундская                                                                 |  |  | Герман II герцог Швабии                                                   | Герман II герцог Швабии                                                   | Герман II герцог Швабии                                                   | Герман II герцог Швабии                                                   | Герман II герцог Швабии                                                   | Герман II герцог Швабии                                                   |  |  | Генрих Шпейерский жена: Адельгейда Мецкая                | Генрих Шпейерский жена: Адельгейда Мецкая                | Генрих Шпейерский жена: Адельгейда Мецкая                | Генрих Шпейерский жена: Адельгейда Мецкая                | Генрих Шпейерский жена: Адельгейда Мецкая                | Генрих Шпейерский жена: Адельгейда Мецкая                |  |  |  |  |  |  |  |  |  |  |  |  |  |  |  |  |  |  |
| Герберга Бургундская                                                                 | Герберга Бургундская                                                                 | Герберга Бургундская                                                                 | Герберга Бургундская                                                                 | Герберга Бургундская                                                                 | Герберга Бургундская                                                                 |  |  | Герман II герцог Швабии                                                   | Герман II герцог Швабии                                                   | Герман II герцог Швабии                                                   | Герман II герцог Швабии                                                   | Герман II герцог Швабии                                                   | Герман II герцог Швабии                                                   |  |  | Генрих Шпейерский жена: Адельгейда Мецкая                | Генрих Шпейерский жена: Адельгейда Мецкая                | Генрих Шпейерский жена: Адельгейда Мецкая                | Генрих Шпейерский жена: Адельгейда Мецкая                | Генрих Шпейерский жена: Адельгейда Мецкая                | Генрих Шпейерский жена: Адельгейда Мецкая                |  |  |  |  |  |  |  |  |  |  |  |  |  |  |  |  |  |  |
|                                                                                      |                                                                                      |                                                                                      |                                                                                      |                                                                                      |                                                                                      |  |  |                                                                           |                                                                           |                                                                           |                                                                           |                                                                           |                                                                           |  |  |                                                          |                                                          |                                                          |                                                          |                                                          |                                                          |  |  |  |  |  |  |  |  |  |  |  |  |  |  |  |  |  |  |
|                                                                                      |                                                                                      |                                                                                      |                                                                                      |                                                                                      |                                                                                      |  |  |                                                                           |                                                                           |                                                                           |                                                                           |                                                                           |                                                                           |  |  |                                                          |                                                          |                                                          |                                                          |                                                          |                                                          |  |  |  |  |  |  |  |  |  |  |  |  |  |  |  |  |  |  |
|                                                                                      |                                                                                      |                                                                                      |                                                                                      |                                                                                      |                                                                                      |  |  | Гизела Швабская                                                           | Гизела Швабская                                                           | Гизела Швабская                                                           | Гизела Швабская                                                           | Гизела Швабская                                                           | Гизела Швабская                                                           |  |  | Конрад II император Священной Римской империи            | Конрад II император Священной Римской империи            | Конрад II император Священной Римской империи            | Конрад II император Священной Римской империи            | Конрад II император Священной Римской империи            | Конрад II император Священной Римской империи            |  |  |  |  |  |  |  |  |  |  |  |  |  |  |  |  |  |  |
|                                                                                      |                                                                                      |                                                                                      |                                                                                      |                                                                                      |                                                                                      |  |  | Гизела Швабская                                                           | Гизела Швабская                                                           | Гизела Швабская                                                           | Гизела Швабская                                                           | Гизела Швабская                                                           | Гизела Швабская                                                           |  |  | Конрад II император Священной Римской империи            | Конрад II император Священной Римской империи            | Конрад II император Священной Римской империи            | Конрад II император Священной Римской империи            | Конрад II император Священной Римской империи            | Конрад II император Священной Римской империи            |  |  |  |  |  |  |  |  |  |  |  |  |  |  |  |  |  |  |
|                                                                                      |                                                                                      |                                                                                      |                                                                                      |                                                                                      |                                                                                      |  |  |                                                                           |                                                                           |                                                                           |                                                                           |                                                                           |                                                                           |  |  |                                                          |                                                          |                                                          |                                                          |                                                          |                                                          |  |  |  |  |  |  |  |  |  |  |  |  |  |  |  |  |  |  |
|                                                                                      |                                                                                      |                                                                                      |                                                                                      |                                                                                      |                                                                                      |  |  |                                                                           |                                                                           |                                                                           |                                                                           | Салическая династия                                                       |                                                                           |  |  |                                                          |                                                          |                                                          |                                                          |                                                          |                                                          |  |  |  |  |  |  |  |  |  |  |  |  |  |  |  |  |  |  |

Существует также гипотеза, что Конрад просто украл Гизелу; однако никаких документальных подтверждений этой версии не существует. В любом случае император Генрих II, против воли которого был заключён брак, лишил Гизелу права опеки над малолетним сыном, герцогом Швабии Эрнстом II, взяв герцогство под свою руку.
28 октября 1017 года у Гизелы родился сын Генрих, позже родились ещё две дочери.

### Королева и императрица

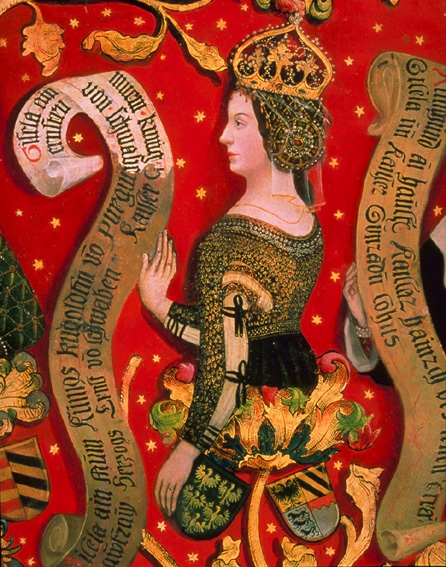
Гизела Швабская

В 1024 году умер император Генрих II, не оставивший прямых наследников. Претендентами на престол стали Конрад Франконский, муж Гизелы, и его двоюродный брат Конрад Молодой; однако в итоге королём  был выбран Конрад Франконский (под именем Конрад II). Он был коронован в Майнце архиепископом Арибо 8 сентября; Гизелу архиепископ отказался короновать из-за неканоничности брака. Её короновал архиепископ Кёльна Пильгрим, противник Арибо, в Кёльне 21 сентября.
В феврале 1026 года Генрих, сын Гизелы и Конрада, был признан наследником престола. В том же году Конрад и Гизела отправились в Италию, где в Милане были коронованы как король и королева.
26 марта 1028 года в Риме Конрад и Гизела были коронованы папой Иоанном XIX императорской короной; 14 апреля того же года в Кёльне королевской короной был коронован Генрих (под именем Генрих III).
Одной из проблем Гизелы стало наследование Бургунского королевства. Король Рудольф III не имел детей, а мать Гизелы, Герберга, была сестрой Рудольфа, из-за чего добивалась признания наследником своего мужа Конрада. Однако на бургундскую корону были и другие претенденты. Одним из них был герцог Швабии Эрнст II, сын Гизелы, который не ладил со своим отчимом и неоднократно восставал против него. Ещё одним претендентом был другой племянник Рудольфа III, граф Блуа Эд II. Рудольф согласился признать наследником Конрада, вручив ему диадему и королевские инсигнии. Эрнст II после очередного восстания в 1030 году был лишён Швабии и вскоре погиб, а его брат Герман IV, ставший герцогом, на корону не претендовал.

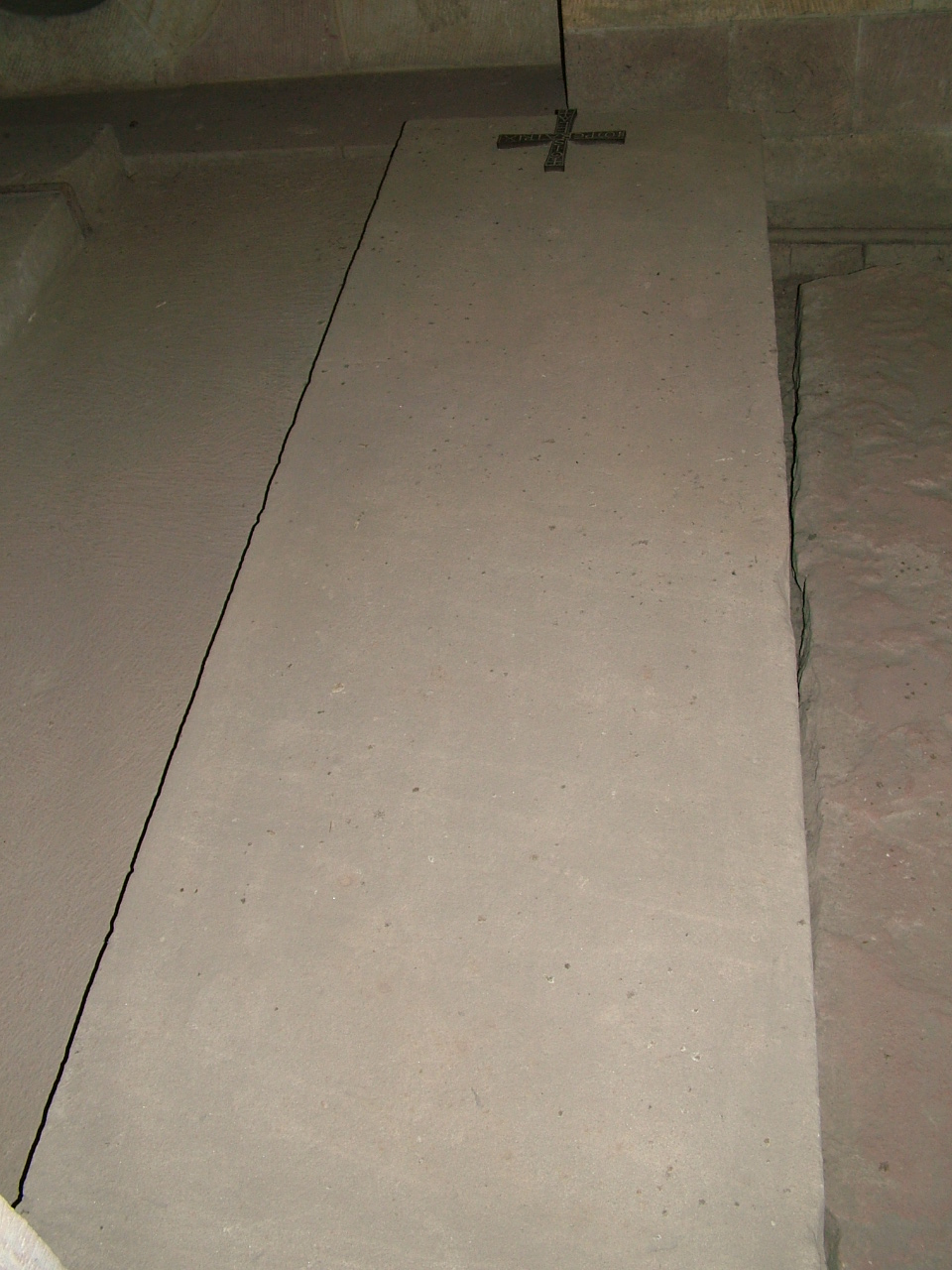
Гробница Гизелы Швабской

Рудольф III умер 5 или 6 сентября 1032 года. Однако Конраду пришлось воевать с Эдом II де Блуа, который завоевал большую часть Бургундии. Только в начале 1033 года Конрад с армией вошел в Бургундию и 2 февраля был в Петерлингене (современный Пейерн) избран королём Бургундии местной знатью. К 1034 году Конраду удалось вытеснить из Бургундии Эда.
В 1038 году погибли двое сыновей Гизелы — Людольф, маркграф Фрисландии, и Герман IV, герцог Швабии. Ещё раньше умерли обе дочери Гизелы от брака с Конрадом. А 4 июня 1039 года в Утрехте умер Конрад. Правителем Германии стал Генрих III.
Сама Гизела умерла 16 февраля 1043 года в Госларе. Похоронили её в кафедральном соборе Шпайера.

### Брак и дети
1-й муж: с ок. 1003/1005 Бруно I (ок. 975/985 — ок. 1010/1011), граф в Дерлингау и Нордтюринггау, граф Брауншвейга. Дети:
- Людольф (ок. 1003/1005 — 23 апреля 1038), граф в Дерлингау и Гуддинггау, граф Брауншвейга, маркграф Фрисландии с 1028
- (?) дочь; муж: Тьемо II, граф Формбаха
- (?) Гизела; муж: Бертольд, граф Зандерхаузена

2-й муж: с ок. 1012 Эрнст I (ум. 31 марта 1015), герцог Швабии с 1012. Дети:
- Эрнст II (1013/1015 — 17 августа 1030), герцог Швабии с 1015
- Герман IV (ок. 1015 — 28 июля 1038), герцог Швабии с 1030

3-й муж: ранее января 1017 Конрад II Франконский (ок. 990 — 4 июня 1039), король Германии с 1024, король Италии с 1026, император Священной Римской империи с 1028, король Бургундии с 1032. Дети:
- Генрих III (28 октября 1017 — 5 октября 1056), король Германии с 1028, герцог Баварии (Генрих VI) 1027—1042, 1047—1079, герцог Швабии 1038—1045, король Бургундии с 1038, регент герцогства Каринтия 1039—1047, император Священной Римской империи с 1046
- Беатрис (ум. 26 сентября 1036)
- Матильда (1027—1034); с мая 1033 помолвлена с королём Франции Генрихом I